# Sokolivka, Litîn
Sokolivka (în ucraineană Соколівка) este un sat în comuna Horbivți din raionul Litîn, regiunea Vinnița, Ucraina.

## Demografie
Componența lingvistică a localității Sokolivka
     Ucraineană (99,31%)
     Alte limbi (0,69%)
Conform recensământului din 2001, majoritatea populației localității Sokolivka era vorbitoare de ucraineană (99,31%), existând în minoritate și vorbitori de alte limbi.